# Иоанн Гуальберт
Иоанн Гуальберт  (итал. Giovanni Gualberto, 995 г., Таварнелле-Валь-ди-Пеза, Италия — 12.07.1073 г., Аббатство святого Михаила Архангела, Таварнелле-Валь-ди-Пеза, Италия) — святой Римско-Католической Церкви, аббат, основатель монашеского ордена валломброзианов, покровитель лесничих.

## Биография

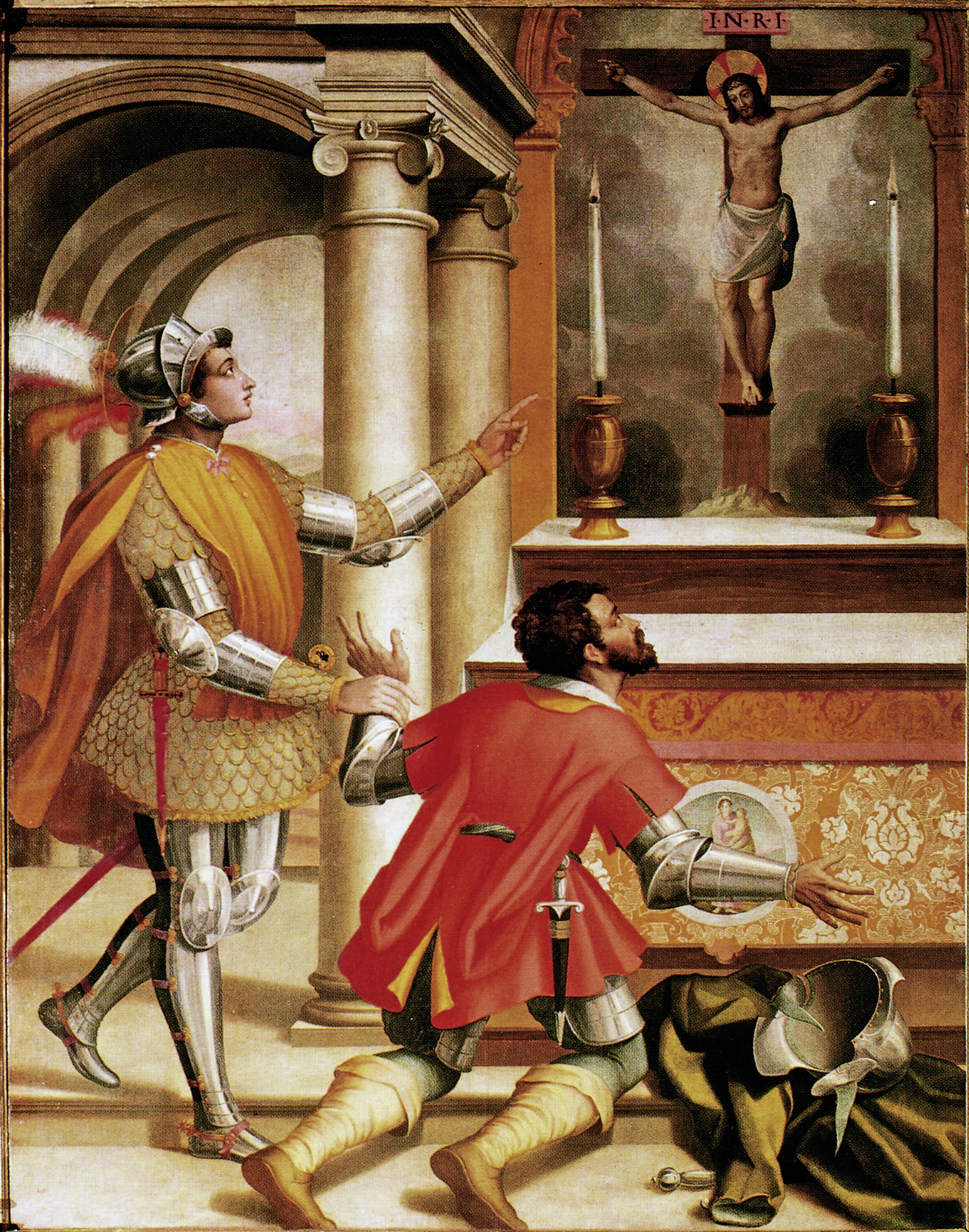
Алессандро Пьерони. Иоанн Гуальберг и убийца его брата перед распятием

Иоанн Гуальберт родился в 995 году в Таварнелле-Валь-ди-Пеза, возле Флоренции в аристократической семье патрициев. Согласно преданию, получив хорошее образование, Иоанн Гуальберт хотел жить простой жизнью. После того, как убили его брата, он хотел отомстить убийце. Встреча с убийцей повлияла на его дальнейшую жизнь. Поймав убийцу, он осознал ужас мести и, упав на колени, стал просить Бога о прощении. Иоанн Гуальберт поступил в бенедиктинское аббатство Сан-Миниато, чтобы молиться там о раскаянии. Через некоторое время он покинул бенедиктинский монастырь и в 1038 году основал новый монастырь, который стал основой нового монашеского ордена валломброзианов.
Иоанн Гуальберт был известен своей борьбой с епископской симонией, благотворительной деятельностью. Его родственником был ещё один святой — Пётр Огненный. Иоанн умер 12 июля 1073 года в аббатстве святого Михаила Архангела.

## Прославление

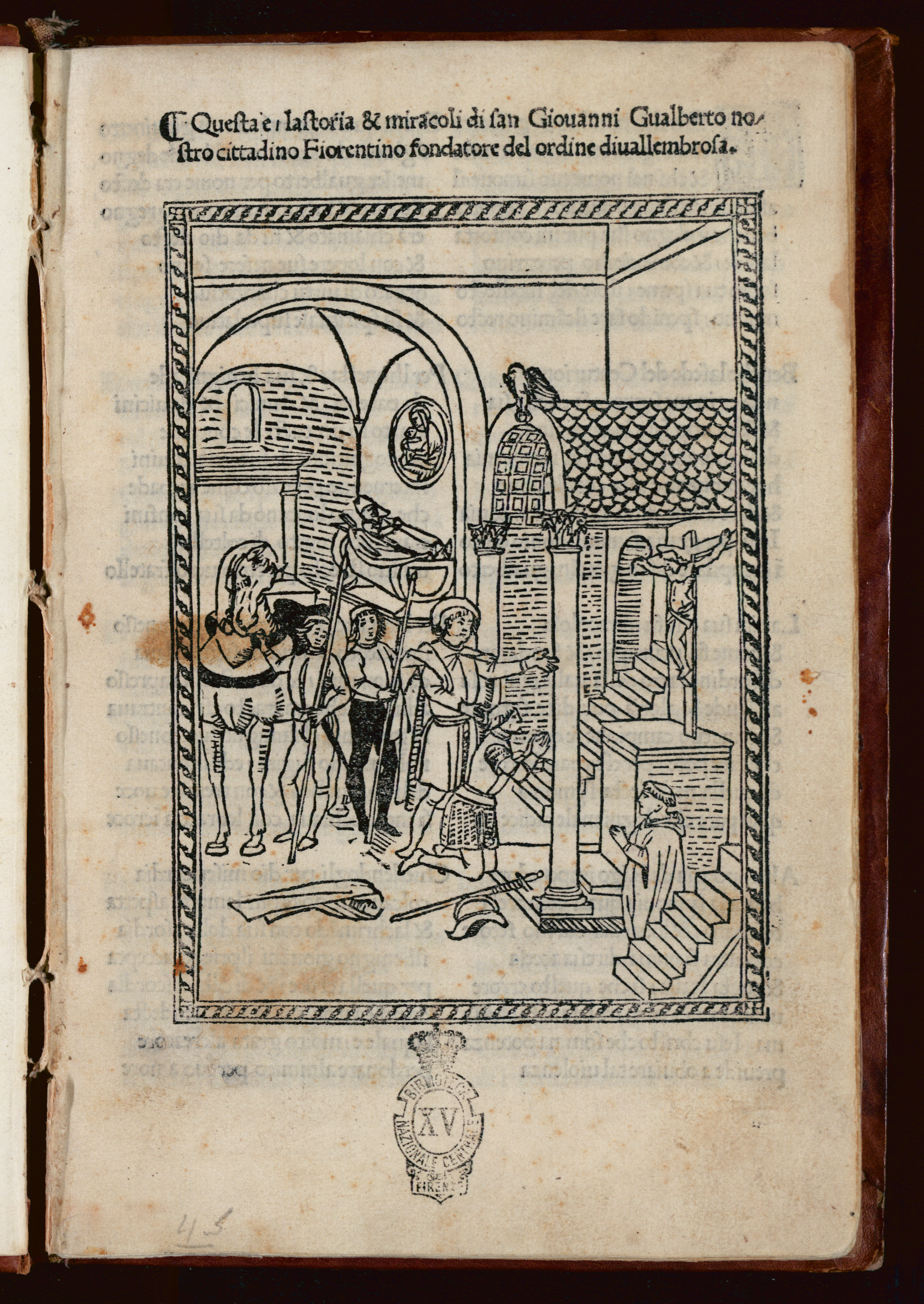
Bernardo Giambullari, Storia e miracoli di San Giovanni Gualberto, ca. 1500

Иоанн Гуальберт был канонизирован в 1193 году Римским Папой Целестином III.
День памяти в Католической Церкви — 12 июля.

## Источник
- F. Salvestrini, Disciplina Caritatis, Il monachesimo vallombrosano tra medioevo e prima età moderna, Rome, Viella, 2008.
- F. Salvestrini, Santa Maria di Vallombrosa. Patrimonio e vita economica di un grande monastero medievale, Florence, Olschki, 1998.